# Звездните кучета: Белка и Стрелка
„Звездните кучета Белка и Стрелка“ (на руски: Белка и Стрелка. Звёздные собаки) е руски анимационен филм от 2010 г., режисиран от Инна Евланикова и Святослав Ушаков. Филмът е основан на реални събития и е реализиран в чест на 50-годишнината от космическия полет на кучетата Белка и Стрелка със съветския космически кораб „Спутник-5“.

## Сюжет
Карикатурата се развива през 1960 г. Между СССР и САЩ има състезание в космическите постижения. Съветският съюз вече изстреля първия изкуствен спътник на Земята в ниска околоземна орбита. Сега тече подготовка за първия пилотиран полет в космоса, но първо е необходимо да се осигурят безопасни условия за такъв полет. В изпитанията участват първите приятели на човека - кучетата. Едно по едно изстрелванията се провалят. Повечето кучета не се връщат от полети.
По волята на съдбата в Центъра за подготовка на космонавти се оказват кучетата Белка и Стрелка, които си поставят за цел да летят в космоса и да се върнат. Всеки от тях има основателни причини за това. След трудна селекция Белка и Стрелка все пак постигат своето. Те летят в космоса с ракета. Всички животни във филма са антропоморфни. Изключение е, когато хората участват в текущи събития: в този случай героите са представени така, както животните изглеждат в действителност (например кучетата лаят и ходят на четири крака).